# 潘仕成
潘仕成（1804年—1873年），字德畬、德輿，祖籍福建漳州，家族世居廣州，先祖以鹽商起家，至潘仕成時為廣州十三行家族鉅賈第三代，晚清巨富、慈善家。

## 生平
清嘉慶九年（1804年），祖籍福建且家族世居廣州的潘仕成出生。潘仕成的先祖以鹽商起家，至潘仕成時為第三代經營，成為廣州十三行鉅賈，與米利堅商人頗多熟悉，亦素為該國夷人所敬重。
曾捐官20万两白银使自己成為二品官，亦曾镇压广东连山瑶族有功。
鴉片戰爭爆發時，又捐助軍需銀八萬兩，得賞戴花翎，加道員銜。
道光二十二年（1842年）十月，潘自行出資延請美國軍官壬雷斯在廣州研發水雷。
二十三年（1843年）三月，因戰後朝廷計劃於廣東、福建沿海大量建造戰船，調查是否可使用四川產柏木，閩浙總督怡良奏稱福建工匠沒使用過四川柏木，不了解是否可用於海船，請停止採運以免浪費；兩廣總督祁𡎴奏稱除未用過以外，由四川轉運木料到廣東水路曲折難以運送，建議仍由潘仕成採買南洋出產木材。獲道光帝採納。七月，由李光铨等将制成的水雷送北京，在天津试演。又从国外引进牛痘，被誉为“轻财好义，地方善举资助弗吝”。
晚年横遭变故，经济拮据。
清同治十年（1871年），将《佩文韵府》的木刻版抵押给山西票號。
清同治十二年（1873年），卒。

## 軼事
- 潘仕成本人是大收藏家，「海山仙馆」内收藏了大量古玩文物，頗多善本，编为《海山仙馆丛书》，极尽奢华。
- 清同治十二年（1873年），海山仙馆遭到查抄，不久潘仕成落魄而卒。有好事者將“海山仙館”四字拆成“每人出三官食”六字，諷喻潘仕成晚年窘況。

## 著作
- 《尺素遗芬》